# Dicranomyia substricta
Dicranomyia substricta är en tvåvingeart som beskrevs av Alexander 1928. Dicranomyia substricta ingår i släktet Dicranomyia och familjen småharkrankar. Inga underarter finns listade i Catalogue of Life.